# Richard Ely
Richard Ely (né le 20 mars 1974), est un écrivain et ethnobotaniste belge. Il est l'ancien rédacteur en chef de Khimaira magazine et le créateur du blog Peuple féerique, qu'il anime toujours. Il écrit des ouvrages principalement consacrés à la féerie et à la nature.

## Biographie
Né le 20 mars 1974, Richard Ely grandit à Ellezelles, village du Pays des Collines, en Belgique, réputé pour son folklore sorcier. Il étudie les sciences humaines et sociales à l'Université catholique de Louvain jusqu'en 2001, en se penchant principalement sur le folklore, le fantastique et la fantasy, ainsi son mémoire est consacré à l'image du vampire dans les médias. Il est inspiré par ses rencontres avec l'elficologue Pierre Dubois (dont le travail l'a orienté vers la féerie), l'écrivain français Claude Seignolle et l'écrivain belge Thomas Owen. Il est également diplômé en ethnobotanique appliquée, université Lille II depuis 2011 où ses recherches ont porté sur l'usage des plantes médicinales dans la région du Pays des Collines. Les intérêts croisés pour le fantastique d'une part et les plantes, croyances, superstitions, rituels liés à la nature sont à la base de ses écrits.
En 2007, il publie un premier recueil de poésie intitulé "Songes d'une nuit de fées" aux éditions Spootnik. Ce livre sera suivi de bien d'autres ouvrages, fictions et documentaires consacrés à la féerie et au conte merveilleux. Il est notamment l'auteur du "Grand Livre des Esprits de la Nature", premier tome d'un cycle d'ouvrages présentant des créatures du Petit Peuple et du folklore féerique mondial. Il a publié chez divers éditeurs tels que Hachette, Trédaniel, Plume de Carotte, Au Bord des Continents, Terre de Brume... Ses livres associent souvent le texte à l'image et il collabore avec des illustrateurs de féerie comme Frédérique Devos, Séverine Pineaux, Amandine Labarre, Hélène Lenoble, Sandrine Gestin, etc. 
Avant de se consacrer à l'écriture, il a organisé de nombreux événements liés à la féerie et la fantasy. En 2005, il crée le festival Trolls et Légendes de Mons avec l'ASBL Anthêsis qu'il a fondée, et explique dans une interview accordée au Soir la genèse du projet grâce à l'engouement autour du Seigneur des Anneaux. Ce festival et son succès servent de déclencheur au développement d'autres festivals féeriques et fantasy en Belgique et en France. De janvier 2005 à octobre 2010, il est rédacteur en chef de Khimaira magazine, publication nationale diffusée en kiosques en France et axée sur le fantastique, la fantasy et la science-fiction, devenue un site web depuis fin 2010. En 2012, il lance l'idée des Journées féeriques du 1er mai, concept visant à célébrer les fées un peu partout à la même date symbolique. Le 1er Mai est lié à de nombreuses fêtes d'autrefois comme la Beltaine, les Jeux floraux romains en l'honneur de Flore, etc. Il est suivi la première année par trois festivals qui naissent autour de ce 1er mai : les Journées féeriques du 1er mai en Avesnois (Prisches, France); Les rencontres Féeriques de Shawinigan au Québec et Les Collines enchantées à Flobecq (Belgique).

## Livres
- Richard Ely, elleN (ill.), Songes d'une nuit de fées, Spootnik Editions, coll. Estragon, 2007
- Richard Ely, Joachim Delbart, et Picksel (ill.),L'hôpital des fées, Spootnik Editions, coll. Estragon, 2008
- Richard Ely, Frédérique Devos (ill.), Le Grand Livre des Esprits de la Nature, Véga, 2013
- Richard Ely et Amélie Tsaag Valren, Bestiaire fantastique et créatures féeriques de France, Terre de Brume, 2013[5]
- Richard Ely, Christian Pieman (ill.),Fées et Follets au Pays des Collines - Contes étranges et fantastiques, Au Jardin des Marluzines, 2014
- Richard Ely et Véronique Barrau, Les Plantes des Fées et des autres esprits de la nature, Plume de carotte, 2014
- Richard Ely, Annick De Clercq (ill.),L'Heure Bleue - Murmures féeriques, Voye'l, 2014
- Richard Ely, Frédérique Devos (ill.),Le Grand Livre des Esprits de la Maison, Véga, 2015
- Richard Ely, Sur le chemin des fées, Au Jardin des Marluzines, 2016
- Richard Ely, Séverine Pineaux (ill.), Amandine Labarre (ill.), Merveilles et Légendes des Forêts Enchantées, Au Bord des Continents, 2016
- Richard Ely et Véronique Barrau, Fées, diables et lutins à la croisée des chemins, Terre de Brume, 2016
- Richard Ely, D'amour et d'ailes, Au Jardin des Marluzines, 2017
- Richard Ely et Véronique Barrau, Terres Enchantées, Plume de Carotte, 2017
- Richard Ely, Charline (ill.), Secrets des Plantes sorcières, Au Bord des Continents, 2018
- Richard Ely, Sandrine Gestin (ill.), Amours & Merveilles, Au Bord des Continents, 2018
- Richard Ely, Christian Pieman (ill.),Sortilèges et Enchantements au Pays des Collines - Contes étranges et fantastiques, Au Jardin des Marluzines, 2018
- Richard Ely, Frédérique Devos (ill.),Le Grand Livre des Esprits de Noël, Véga, 2018
- Richard Ely, Charline (ill.), Petit Grimoire des Plantes sorcières - Les Sortilèges, Au Bord des Continents, 2019
- Richard Ely, Charline (ill.), Petit Grimoire des Plantes sorcières - Les Protectrices, Au Bord des Continents, 2019
- Richard Ely, Christel Art Fantasy (Photos), A l'heure où les fées paraissent, Véga, 2019
- Richard Ely, Songes d’une ne nuit des thés, Natorea, 2020
- Richard Ely, Invitez les fées au jardin, De Vinci, 2021
- Richard Ely, Méditer avec les fées, Véga, 2021
- Richard Ely, Charline (ill.), Le Grand Livre Secret des Gnomes, Lutins et Farfadets, Véga, 2022
- Richard Ely, Olivier Ruol, Les elfes dans la pop culture, Hachette Heroes, 2023
- Richard Ely, Frédérique Devos (ill.), Le Grand Livre des Esprits Oubliés, Véga, 2024

### Publications diverses
Nouvelles principalement écrites dans Khimaira magazine.
- Comme le silence est doux pour ceux que le bruit achève... , 2001
- Iphrineos, 1999
- Avance Elohin, 1999
- Vésanie, 1999
- L'Zîl, 1999
- Délires vampiriques, 2000
- Au cœur des ombres, 2000
- Je me souviens..., 2000
- Frénésies..., 2001
- Lorsque l'esprit..., 2001
- Tristes cortèges, 2001
- Naissance de l'Incarnat, 2001
- Un doux parfum m'éveille, 2001
- Sur un chemin au fond des bois..., 2001
- Lycanthe, 2002
- Par trois fois, 2002
- L'Ombre du vampire, 2003 (avec Christian Lesourd)

Il a écrit un article dans Forest Faeries de Séverine Stiévenart, et réalise l'introduction de Les Enfants de la Chimère, l'Artbook de Khimaira magazine.